# Élisabeth de Maistre
Pour les articles homonymes, voir Maistre et Familles de Maistre.
Élisabeth de Maistre, née Vallery-Radot le 7 octobre 1975 à Paris, est une avocate et femme politique française, députée à l'Assemblée nationale, membre des Républicains.
Elle est élue députée dans la 9e circonscription des Hauts-de-Seine à l'occasion d'une élection législative partielle en 2025, en remplacement de Stéphane Séjourné, devenu commissaire européen.

## Biographie

### Origines et vie privée
Elle est l'arrière-petite-fille de Jean Vallery-Radot et de Pierre de Chauveron, la petite-fille de Maurice Vallery-Radot et la fille de l'avocat Laurent Vallery-Radot. Elle est mariée à Nicolas de Maistre.

### Carrière politique
Avocate au Barreau de Paris, conseillère municipale en 2014 puis adjointe au maire de Boulogne-Billancourt Pierre-Christophe Baguet de 2020 à 2025, elle a été assistante parlementaire de la sénatrice LR Christine Lavarde de 2017 à 2025,.
En janvier 2025, Élisabeth de Maistre est désignée par Les Républicains pour se présenter à la législative partielle dans la 9e circonscription des Hauts-de-Seine, à la suite de la démission du député Stéphane Séjourné, devenu commissaire européen. Elle est soutenue par la majorité municipale de Boulogne-Billancourt, notamment par le maire Pierre-Christophe Baguet. Lors du premier tour de l'élection, elle arrive en tête avec 38,17 % des suffrages, se qualifiant pour le second tour où elle affronte Antoine de Jerphanion du parti Horizons. Le 9 février, elle recueille 59,65 % des suffrages, dans un contexte de très forte abstention (près de 75 %), et est élue députée,.
Élisabeth de Maistre bénéficie du soutien de plusieurs figures du parti LR, notamment du ministre de l'Intérieur, Bruno Retailleau, qui la félicite pour son score au premier tour sur les réseaux sociaux.